# Gosewijn IV van Valkenburg
Gosewijn IV van Valkenburg († voor 1212) was een middeleeuwse ridder uit het adellijke Huis Valkenburg-Heinsberg. Hij was onder andere heer van Valkenburg. Hij geldt tevens. samen met de heilige Gerlachus van Houthem, als de stichter van het klooster Sint Gerlach in het Zuid-Limburgse Houthem. 

## Biografische schets
Over het leven van Gosewijn is weinig bekend. Bij het overlijden van zijn vader Gosewijn III van Valkenburg werd hij heer van het land van Valkenburg.
Toen in 1199 paus Innocentius de Vierde Kruistocht liet prediken, voelde Gosewijn zich geroepen aan de kruistocht deel te nemen. Vanwege onbekende redenen kon hij niet aan die kruisgelofte voldoen. Gosewijn werd een kerkelijke ban opgelegd, welke hij enkel ongedaan kon maken middels een noemenswaardige schenking aan de kerk. Gosewijn schonk vervolgens grond in Houthem en zijn vrijhoeve te Munstergeleen aan het klooster te Heinsberg, dat hierop het klooster Sint-Gerlach bouwde.
Gosewijn IV was getrouwd met Jutta (Guda) van Limburg, dochter van hertog Hendrik III van Limburg. Gosewijn stierf voor 1212 kinderloos en werd opgevolgd door Dirk I van Valkenburg, zoon van Adelheid, erfdochter van Heinsberg, een nicht van Gosewijn. Omdat Aleida in de aktes "erfdochter" wordt genoemd, kan worden aangenomen dat zij gedurende een periode het voogdijschap over de heerlijkheid Valkenburg had. Gosewijn IV was de laatste heer, die rechtstreeks afstamde van Gosewijn I van Valkenburg-Heinsberg.